# Catty
Pour l’article ayant un titre homophone, voir Katie.
Pour les articles homonymes, voir Catty (homonymie) et Jin.

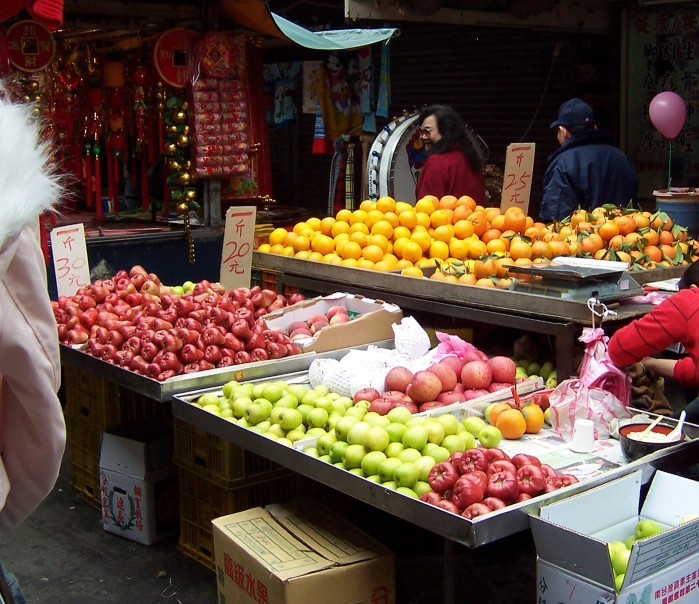
Fruits vendus au poids, en catty, (斤) dans un marché à Sanchong, New Taipei, Taïwan.

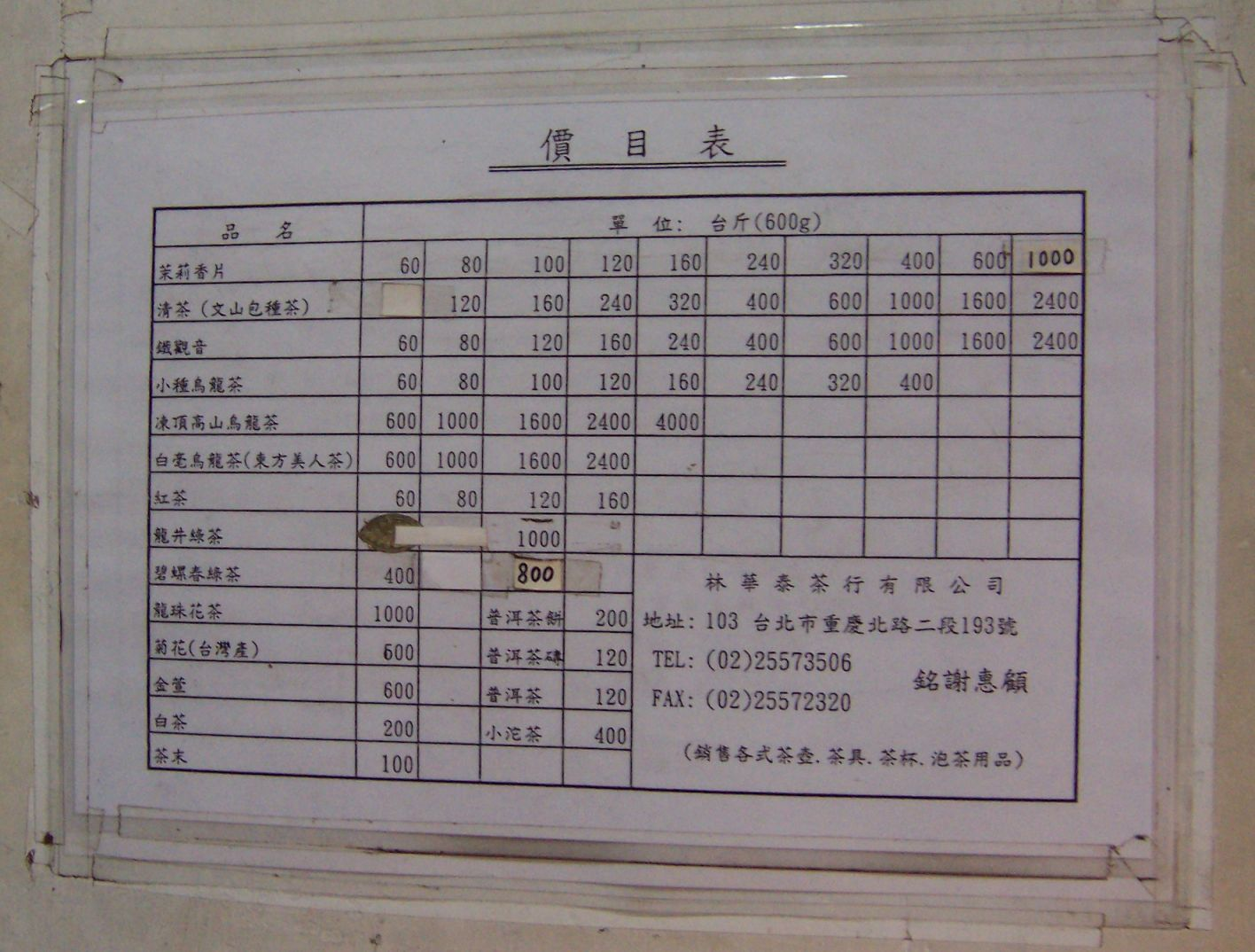
Prix au catty de différents thés vendus à Taïwan (2007).

Le catty ou kati (chinois : 斤 ; pinyin : jīn ; Wade : chin ; cantonais Yale : gàn ; pe̍h-ōe-jī : kin, kun, hangeul : 근 ; hanja : 斤 ; RR : geun) est une unité de mesure de masse chinoise traditionnelle valant 16 taëls (environ 600 grammes). Cette unité de mesure est utilisée à travers l’extrême-Orient et l’Asie du Sud-Est, notamment pour peser les aliments et autres produits d’épicerie dans certains marchés traditionnels et magasins. Les unités de mesure associées au catty sont le picul, qui correspond à 100 catties, le taël (également orthographié tahil, en malais / indonésien), qui correspond à 1⁄16 d’un catty. On trouve également la "pierre", une ancienne unité utilisée à Hong Kong, qui correspond à 120 catties et le gwan (鈞) qui pèse 30 catties. Le catty est encore utilisé en Asie du Sud-Est comme unité de mesure dans certaines situations et dans certains endroits, surtout par les importantes populations chinoises outre-mer vivant à Brunei, en Indonésie, en Malaisie et à Singapour.
Le catty correspond traditionnellement à peu près 600 grammes. Le poids officiel du catty est de 604,78982 grammes à Hong Kong, 604,79 grammes en Malaisie et 604,8 grammes à Singapour. Dans certains pays, comme à Taïwan, au Japon et en Thaïlande, le poids du catty a été arrondi à 600 grammes. En Chine continentale, le catty a été arrondi à 500 grammes et est appelé le catty de marché (市斤 Shìjīn) afin de le distinguer du  catty métrique (公斤 Gōngjīn), le nom donné par les chinois au kilogramme. Ce catty de marché est subdivisé en 10 taëls et non en 16.